# Paget Brewster
Paget Valerie Brewster (Concord, Massachusetts; 10 de marzo de 1969) es una actriz y cantante estadounidense. Es conocida por su papel de Emily Prentiss en la serie de la CBS Mentes criminales y por sus actuaciones recurrentes en series como Friends y Community.

## Carrera
El primer papel reconocido de Brewster en la televisión fue como Kathy, la novia de Joey (y más tarde de Chandler) durante la cuarta temporada de la serie Friends de la NBC. En 2000 interpretó a la terapeuta "Claire Garletti" en la serie The trouble with normal. Brewster interpretó el papel de Jessica Green en la serie Andy Richter Controls the Universe que se emitió desde 2002 a 2004. Entre 2004 y 2006 actuó como Beth Huffstodt en la serie Huff de la cadena Showtime.
En 2006 consiguió el papel como la agente especial Emily Prentiss en la serie Mentes criminales, en donde apareció desde la segunda temporada en reemplazo de la agente especial Elle Greenaway (Lola Glaudini). En junio de 2010 la productora anunció que su papel durante la sexta temporada se vería reducido, llegando en marzo de 2011 a abandonar la serie. Sin embargo, en mayo, se anunció que durante la séptima temporada su personaje recuperaría un papel prominente. El 15 de febrero de 2012, Brewster anunció en Deadline que al final de la temporada abandonaría la serie. El personaje de Emily Prentiss siguió ligado a la serie y tuvo apariciones estelares en dos episodios de las novena y undécima temporadas, para reincorporarse nuevamente al equipo en la duodécima temporada y ser ascendida a Jefa de Unidad en sustitución de Aaron Hotchner, debido a que en la vida real Thomas Gibson fue despedido de la serie por mal comportamiento reiterado.
En el cine, Brewster ha participado en la comedia de superhéroes The Specials interpretando a Mrs. Indestructible, esta película dirigida por James Gunn en 2000, contaba entre otros participantes con Thomas Haden Church y Rob Lowe. En 2006 interpretó a Amy Pierson, una profesora de cálculo con miedo al agua, en la película independiente The Big Bad Swim.
Paget Brewster ha trabajado como actriz de doblaje en diversas producciones; en 2005, se convirtió en la voz del personaje Judy Sebben/Birdgirl, en la serie animada Harvey Birdman, Atttorney at Law. También ha prestado su voz para diversos personajes de las series American Dad! y Dan Vs.
El 30 de marzo de 2006, durante el programa Late Night with Conan O'Brien, Brewster dio a conocer que había recibido una propuesta del dueño de la revista Playboy para posar como modelo. Indicando que llegó a planteárselo seriamente pero que finalmente lo rechazó por motivos profesionales, también dijo que prefería la revista Playboy antes que otras como FHM o Maxim. Se sabe que Paget Brewster era conocida en el área de Los Ángeles como modelo y fotógrafa pin-up, habiendo publicado algunos de sus trabajos en la web SuicideGirls. Brewster participa como actriz voluntaria en el programa de la Young Storytellers Foundation (Fundación de jóvenes cuentacuentos).
En 2017, Brewster prestó su voz al personaje de Poison Ivy en la película animada Batman y Harley Quinn.
En 2021, apareció en la serie How I Met Your Father como la madre de Sophie (Hilary Duff).

## Vida personal
Brewster actualmente tiene una relación sentimental con Steve Damstra. Paget informó en su cuenta de Twitter el 16 de marzo de 2013 que la pareja estaba comprometida a través de una fotografía de un anillo de compromiso de jade que Damstra eligió para ella. El 29 de noviembre de 2014 en Los Ángeles Paget Brewster se casó con Steve Damstra; el matrimonio fue oficiado por el mejor amigo de ambos Matthew Gray Gubler (también coestrella en Mentes criminales).

## Filmografía
| Año  | Título                                  | Personaje          |
| ---- | --------------------------------------- | ------------------ |
| 1998 | Let's Talk About Sex                    | Michelle           |
| 1998 | Max Q                                   | Rena Winter        |
| 2000 | The Adventures of Rocky and Bullwinkle  | Jenny Spy          |
| 2000 | The Specials                            | Ms. Indestructible |
| 2000 | Desperate But Not Serious               | Frances            |
| 2000 | Star Patrol                             | Rachel Striker     |
| 2000 | One True Love                           | Tina               |
| 2001 | Agent 15                                | Agente 15          |
| 2001 | Hollywood Palms                         | Phoebe             |
| 2001 | Skippy                                  | Julie Fontaine     |
| 2001 | Last Dance                              | Paget              |
| 2002 | Now You Know                            | Lea                |
| 2003 | The Snobs                               | Paget              |
| 2004 | Eulogy                                  | Aunt Lily          |
| 2005 | Man of the House                        | Binky Beauregard   |
| 2005 | My Big Fat Independent Movie            | Julianne           |
| 2005 | Amber Frey: Witness for the Prosecution | Carol Carter       |
| 2006 | Cyxork 7                                | Bethany Feral      |
| 2006 | The Big Bad Swim                        | Amy Pierson        |
| 2006 | Kidney Thieves                          | Melinda            |
| 2006 | Unaccompanied Minors                    | Valerie Davenport  |
| 2006 | A Perfect Day                           | Allyson Harlan     |
| 2007 | Sublime                                 | Andrea             |
| 2008 | Lost Behind Bars                        | Lauren Wilde       |
| 2011 | My Life As an Experiment                | Stacie Wilder      |
| 2013 | Spy                                     | Erica              |
| 2014 | Saint Francis                           | Stephanie Quinlan  |
| 2015 | Down dog                                | Amanda Asher       |
| 2015 | Thrilling Adventure Hour Live           | Sadie Doyle        |
| 2015 | Welcome to Happiness                    | Priscilla          |
| 2015 | Uncle Nick                              | Sophie             |

| Año                      | Título                                       | Personaje                | Notas                  |
| ------------------------ | -------------------------------------------- | ------------------------ | ---------------------- |
| 1997 - 1998              | Friends                                      | Kathy                    | 6 episodios            |
| 1998                     | Ghost Cop                                    | Anette                   | 1 episodio             |
| 1998                     | Godzilla: The Series                         | Audrey Timmonds (voz)    | 1 episodio             |
| 1999                     | The Expert                                   | Dr. Jo Hardy             | 1 episodio             |
| 1999 - 2000              | Love & Money                                 | Allison Conklin          | 13 episodios           |
| 2000 - 2003              | The Powerpuff Girls''                        | Additional voces         | 34 episodios           |
| 2001                     | DAG                                          | Patti Donovan            | 1 episodio             |
| 2001                     | Raising Dad                                  | Gracie                   | 1 episodio             |
| 2002                     | George Lopez                                 | Ginger                   | 1 episodio             |
| 2002 - 2004              | Andy Richter Controls the Universe           | Jessica Green            | 19 episodios           |
| 2003                     | Time Belt                                    | Col. Jocelyn Anchor      | 1 episodio             |
| 2004                     | Rock Me, Baby                                | Debbie                   | 1 episodio             |
| 2004 - 2006              | Huff                                         | Beth Huffstodt           | 25 episodios           |
| 2005                     | Two and a Half Men                           | Jamie Eckleberry         | 1 episodio             |
| 2005                     | Duck Dodgers                                 | Rona Vipra (voz)         | 2 episodios            |
| 2005                     | Stacked                                      | Charlotte                | 1 episodio             |
| 2005 - 2007              | Harvey Birdman, Attorney at Law              | Varios (voz)             | 9 episodios            |
| 2005 - 2013              | American Dad                                 | Varios (voz)             | 15 episodios           |
| 2006                     | Stacked                                      | Charlotte                | 2 episodios            |
| 2006                     | Drawn Together                               | Child Services (voz)     | 1 episodio             |
| 2006 - 2014 // 2016-2020 | Mentes criminales                            | Emily Prentiss           | 126 episodios          |
| 2007 - 2012              | Law & Order: Special Victims Unit            | Sheila Tierney           | 3 episodios            |
| 2009                     | King of the Hill                             | Myrna (voz)              | 1 episodio             |
| 2011 - 2013              | Dan Vs.                                      | Elise (voz)              | 51 episodios           |
| 2013                     | Modern Family                                | Trish                    | 1 episodio             |
| 2013                     | The Birthday Boys                            | Keri                     | 1 episodio             |
| 2014                     | Keys and Peele                               | Det. Kelly Ferguson      | 1 episodio             |
| 2014                     | Drunk History                                | Emma Folson              | 1 episodio             |
| 2014 - 2015              | Community                                    | Francesca «Frankie» Dart | 14 episodios           |
| 2015                     | Justice League: Gods and Monsters Chronicles | Lois Lane                | 1 episodio (Miniserie) |
| 2015                     | Another Period                               | Dodo Bellacourt          | 10 episodios           |
| 2015 - 2016              | Grandfathered                                | Sara Kingsley            | elenco principal       |
| 2015- presente           | Adventure Time                               | Viola (Voz)              | 2 episodios            |
| 2017-                    | Las Chicas superpoderosas (2016)             | Voces adicionales        | 22 episodios           |
| 2017-                    | Patoaventuras (2017)                         | Della Pato               |                        |
| 2019                     | Mom                                          | Veronica                 | 3 episodios            |
| 2022-presente            | Cómo conocí a tu padre                       | Lori                     | Episódico              |